# 4 de 10 amb folre
El 4 de 10 amb folre o 4 de 10 sense manilles, és un castell de gamma extra mai realitzat, mai intentat, de 10 pisos d'alçada i 4 persones per pis, reforçat només per una estructura suplementària al pis de segons (folre), eliminant així les manilles. Així doncs aquest castell sumaria la fragilitat del 4 de 9 net amb la dificultat d'afegir un pis més sense utilitzar manilles. Per tot plegat aquesta estructura ha estat considerada durant molts anys segons la taula de puntuacions del concurs de castells de Tarragona, com el castell més difícil possible juntament amb el 5 de 9 net i el 3 de 10 amb folre.
El 4 de 9 net s'ha descarregat per 4 colles (els Minyons de Terrassa, la Colla Joves Xiquets de Valls, els Castellers de Vilafranca i la Colla Vella dels Xiquets de Valls), mentre que del 4 de 10 amb folre i manilles s'ha descarregat per tres colles (els Minyons de Terrassa, els Castellers de Vilafranca i la Colla Vella dels Xiquets de Valls).
Des de l'any 2000 fins al 2010 era la construcció de més valor a la taula de puntuació del Concurs de castells de Tarragona. A partir del 2012 va deixar d'aparèixer a la taula considerant que la seva dificultat feia que cap colla no se'l plantegés. L'agost del 2017, però, la Comissió Assessora del Concurs de castells de Tarragona va decidir reincorporar-lo a la taula de puntuació que s'hauria d'utilitzar al XXVII Concurs de castells de Tarragona. Va tornar a ser considerat el castell de més dificultat de la taula.